# Falmenta
Falmenta là một đô thị ở tỉnh Verbano-Cusio-Ossola trong vùng Piedmont, có cự ly khoảng 130 km về phía đông bắc của Torino và khoảng 15 km về phia bắc của Verbania. Tại thời điểm ngày 31 tháng 12 năm 2004, đô thị này có dân số 201 người và diện tích là 16,2 km².
Falmenta giáp các đô thị: Aurano, Cannobio, Cavaglio-Spoccia, Gurro, Miazzina, Trarego Viggiona.